# 穆哈卜·庫爾迪
穆哈卜·庫爾迪（Mohab El-Kordy，1997年3月21日—）是一名埃及跳水運動員。他曾與中國選手吳聖平共同獲得青年奧林匹克運動會混合團體亞軍。

## 外部連結
- the-sports.org （页面存档备份，存于）